# 하데르슬레우

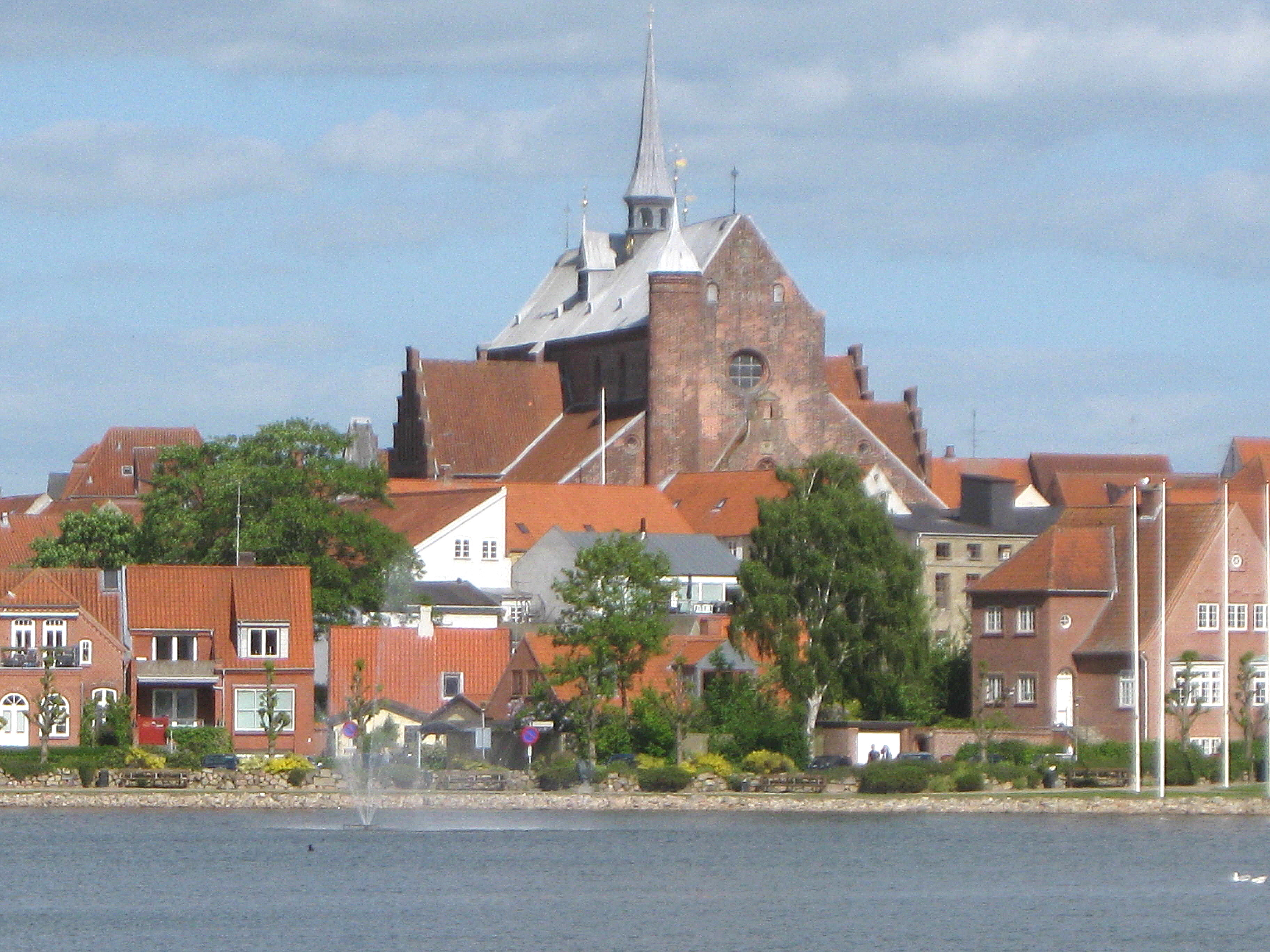
하데르슬레우 성당

하데르슬레우(덴마크어: Haderslev, 독일어: Hadersleben)는 덴마크 남덴마크 지역에 위치한 도시로 높이는 10m, 인구는 21,574명(2014년 기준)이다. 행정 구역상으로는 하데르슬레우 시에 속한다. 윌란반도 남동부 연안에 위치한다.